# Exopalpus ochracea
Exopalpus ochracea là một loài ruồi trong họ Tachinidae.